# Chiriquí Fútbol Club
El Chiriquí Fútbol Club fue un equipo de fútbol que jugó en la Liga Panameña de Fútbol, la primera división de fútbol del país.

## Historia
Fue fundado en abril de 1995 en la ciudad de San José de David de la provincia de Chiriquí por un grupo de empresarios locales que incluían al colombiano Enrique París Villegas. Al club le fue otorgada una plaza en la ANAPROF para la temporada de 1995/96, convirtiéndose en el primer equipo de la provincia de Chiriquí en jugar en la primera división panameña.
El club participó en siete temporadas de la liga donde solo en una ocasión logró clasificar a los playoff de la temporada de 1997/98 donde fue eliminado en los cuartos de final por el CD Árabe Unido.
En la temporada 2000/01 apenas fue qu salvó la categoría, en una temporada en la que en la primera vuelta no ganó un solo partido y fue la peor ofensiva de la temporada. En la temporada de Apertura 2001 se quedó sin ganar un solo partido y terminó descendiendo a la Liga Nacional de Ascenso, pero al tener serios problemas financieros abandonaron la temporada de la segunda división antes de que iniciara, y su lugar fue tomado por el recién fundado Atlético Chiriquí, el cual contrató a varios de los jugadores del Chiriquí Fútbol Club.

## Temporadas
| Temporada | Pos.  | Récord | Récord | Récord | Récord | Récord | Récord | Récord | Récord | Play-offs        |
|           |       | J      | G      | E      | P      | GF     | GC     | +/-    | Pts    |                  |
| --------- | ----- | ------ | ------ | ------ | ------ | ------ | ------ | ------ | ------ | ---------------- |
| 1995–96   | 9/10  | 27     | 7      | 6      | 14     | 29     | 42     | −13    | 27     | No clasificó     |
| 1996–97   | 11/12 | 22     | 5      | 6      | 11     | 30     | 28     | +2     | 21     | No clasificó     |
| 1997–98   | 6/12  | 24     | 10     | 6      | 8      | 28     | 24     | +4     | 36     | Cuartos de final |
| 1998–99   | 9/10  | 18     | 4      | 8      | 6      | 12     | 15     | −3     | 20     | No clasificó     |
| 1999-00   | 8/10  | 17     | 5      | 2      | 10     | 16     | 28     | −12    | 17     | No clasificó     |
| 2000–01   | 9/10  | 18     | 4      | 5      | 9      | 19     | 40     | −21    | 14     | No clasificó     |
| 2001      | 10/10 | 18     | 1      | 3      | 14     | 16     | 46     | −30    | 6      | No clasificó     |